# Prepona pamanes
Prepona pamanes är en fjärilsart som beskrevs av Hans Fruhstorfer. Prepona pamanes ingår i släktet Prepona och familjen praktfjärilar. Inga underarter finns listade i Catalogue of Life.